# Necronaut
Necronaut är ett svenskt death metal-band som leds av Fred Estby. Med sig på den självbetitlade debutskivan Necronaut har han en mängd kända gästmusiker, däribland Tomas Lindberg (At the Gates), Nicke Andersson (Entombed, The Hellacopters) och Chris Reifert (Death, Autopsy).

## Medlemmar
Ordinarie medlemmar
- Fred Estby – basgitarr, gitarr, trummor (2008– ) (tidigare Dismember)

Turnerande medlemmar
- Tobias Cristiansson – basgitarr (2011)
- Nicke Andersson – trummor, sång (2011)
- Tyrant (Erik Gustavsson) – gitarr (2011)
- David Blomqvist	– gitarr (2011)
- JB Christoffersson – gitarr, sång (2011)
- Robert Pehrsson — gitarr, sång (2011)
- Hellbutcher	 (Per Gustavsson) – sång  (2011)
- Tomas Lindberg	– sång (2011)
- Erik Danielsson – sång (2011)
- Dread	(Andreas Axelsson) – sång (2011)

Gästmusiker (på Necronaut)
- Chris Reifert (Death, Autopsy) – sång (Crimson Fields, Infecting Madness)
- Andreas "Drette" Axelson (Tormented, tidigare Edge of Sanity) – sång (Twilight At The Trenches)
- Hellbutcher (Per Gustavsson) (Nifelheim) – sång (In Dark Tribute)
- Janne "J.B." Christofferson (Grand Magus) - gitarr, Robert Dahlqvist (Dundertåget) – gitarr (Returning to Kill the Light), sång (Soulside Serpents)
- Tomas Lindberg (Disfear, At the Gates, The Great Deceiver) – sång (Rise Of The Sentinel)
- Erik Danielsson (Watain) – sång (Returning to Kill the Light)
- Nicke Andersson (Entombed, The Hellacopters, Death Breath) – sång (Tower of Death), gitarr (The Lie in Which the Truth os Buried)
- David Blomqvist (Dismember, Shreds of Death) – gitarr (After the Void, Rise of the Sentinel)
- Joakim Nilsson (Graveyard) – sång (After the Void)
- Ulf Cederlund – gitarr (Infecting Madness)
- Robert Pehrsson – gitarr (Soulside Serpents)
- Robert "Strings" Dahlqvist – gitarr (Soulside Serpents)
- Erik "Tyrant" Gustavsson – gitarr (In Dark Tribute)

## Diskografi
Studioalbum
- Necronaut (2010)